# Intubation en séquence rapide

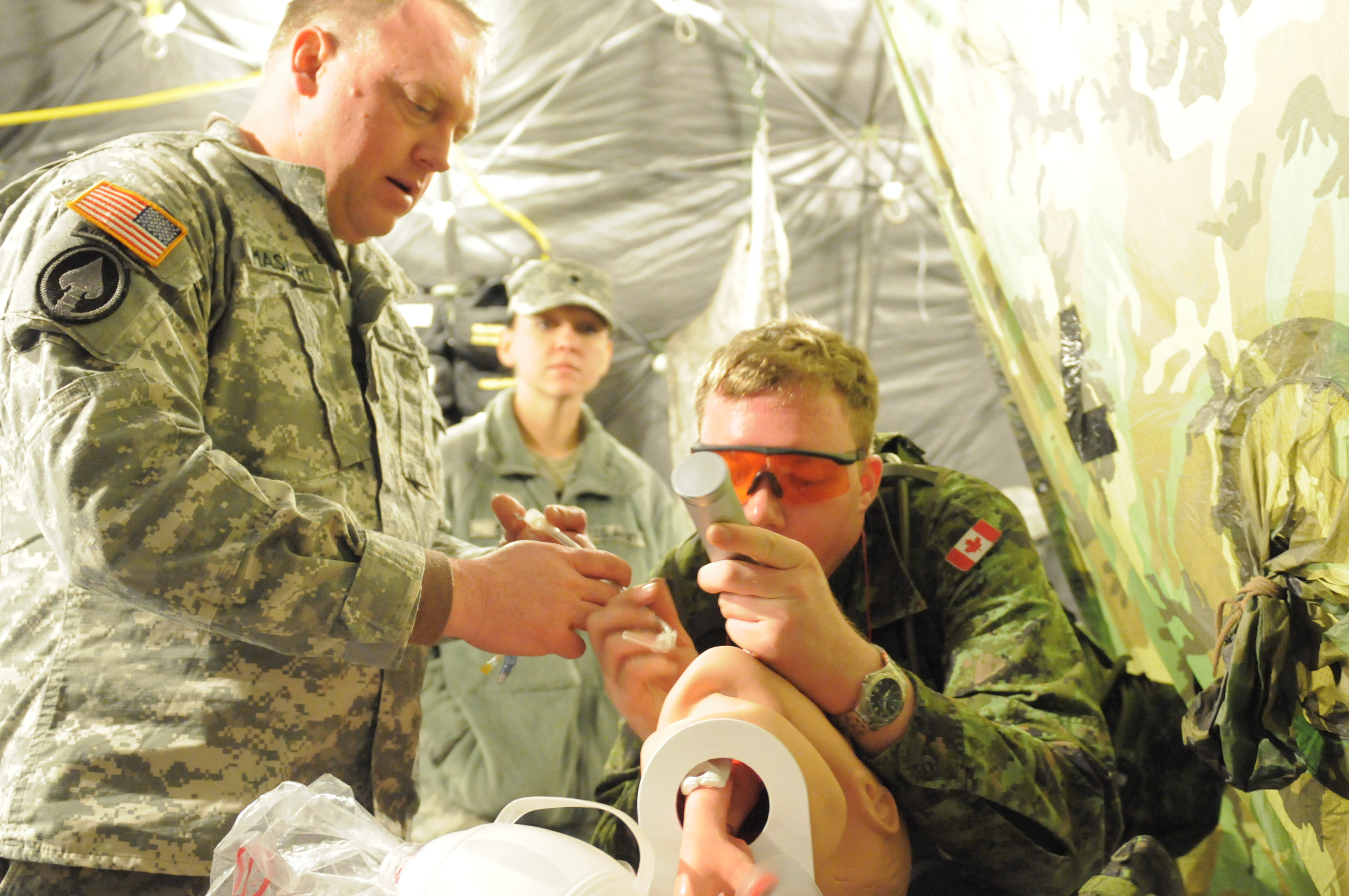
Exercice d'intubation par des médecins militaires

Pour les articles homonymes, voir ISR.
La technique d'intubation en séquence rapide (ISR) consiste en « une série d’actions spécifiques destinées à obtenir de manière optimale et rapide une intubation orotrachéale chez un patient de l’urgence à risque d'inhalation », et plus précisément en « l’administration quasi simultanée de sédatifs et d’un agent de blocage neuromusculaire afin de faciliter l’intubation orotrachéale. » L'ISR est donc une technique d'intubation endotrachéale adaptée au contexte de l'urgence. Elle s'oppose à une intubation dans un contexte programmé, par exemple pour une anesthésie générale en vue d'une intervention, où l'estomac est vide, le patient étant à jeûn, avec un risque d'inhalation bien moindre.
Depuis 1996, l’ISR s'est répandue progressivement dans les services d'urgences du monde entier où elle est devenue une technique standard, remplaçant même avantageusement d'autres techniques d'intubation.
Les techniques permettant le contrôle définitif des voies aériennes et de la ventilation devraient être maîtrisées par tout médecin travaillant aux urgences et l'ISR en fait partie. De plus, cette technique favorise la réussite d’une intubation car elle permet d'obtenir des conditions techniques et physiologiques idéales et diminue ainsi les risques d'échecs et de complications. Cela est d'autant plus important que les patients rencontrés aux urgences sont des patients à risque (instables au niveau hémodynamique, en hypoxie, à risque d'inhalation car avec estomac plein...).

## Déroulement de l'ISR
Le déroulement d'une intubation en séquence rapide peut être divisé en différentes phases successives :
1. Préparation, du patient et du matériel ;
2. Pré-oxygénation du patient en oxygène pur  pendant plusieurs minutes;
3. Pré-traitement, dans certaines indications spécifiques ;
4. Sédation : administration d'un hypnotique (le thiopental est la référence historique, le propofol, l'étomidate et la kétamine peuvent être employés selon la situation) ;
5. Relaxation musculaire : administration d'un curare (la succinylcholine est la référence, le rocuronium peut être employé en cas de contre-indication ou lorsqu'il existe une indication à une curarisation prolongée comme le SDRA ou une chirurgie abdominale) ;
6. Protection des voies aériennes, historiquement en appliquant la manœuvre de Sellick ; celle-ci n'est plus réalisée par beaucoup de médecins anesthésistes réanimateurs[2],[3].
7. intubation endotrachéale ;
8. Gonflage du ballonnet ;
9. Vérification de la position du tube par l'auscultation pulmonaire bilatérale et symétrique, confirmée par six tracés successifs et identiques au capnogramme ;
10. Relâchement de la manœuvre de Sellick. (si elle avait été réalisée)
11. Administration des analgésiques opioïdes

## Citations
- « I remember, with horror, the early days of emergency medicine, when almost no emergency physician could access the appropriate drugs to do RSI. We struggled, our patients suffered, and, no doubt, some lives were lost. » Kenneth V. Iserson, MD